# 陸中大野テレビ中継局
陸中大野テレビ中継局（りくちゅうおおのテレビちゅうけいきょく）は、岩手県九戸郡洋野町大野（東大野地内南方高地）に置かれているテレビ中継局である。

## 中継局概要

### 地上デジタルテレビ放送
| リモコンキーID | 放送局名              | 物理チャンネル | 空中線電力 | ERP | 放送対象地域 | 放送区域内世帯数 | 偏波面   |
| 1              | NHK盛岡総合テレビ     | 28ch           | 1W         | 34W | 岩手県       | 約800世帯        | 水平偏波 |
| 2              | NHK盛岡教育テレビ     | 13ch           | 1W         | 35W | 全国放送     | 約800世帯        | 水平偏波 |
| 4              | TVIテレビ岩手         | 38ch           | 1W         | 34W | 岩手県       | 約800世帯        | 水平偏波 |
| 5              | IAT岩手朝日テレビ     | 16ch           | 1W         | 35W | 岩手県       | 約800世帯        | 水平偏波 |
| 6              | IBC岩手放送           | 30ch           | 1W         | 34W | 岩手県       | 約800世帯        | 水平偏波 |
| 8              | mit岩手めんこいテレビ | 34ch           | 1W         | 34W | 岩手県       | 約800世帯        | 水平偏波 |

- NHKとIATを除く民放3局の予備免許は2009年6月24日交付、本免許は民放が11月27日、NHKは11月30日にそれぞれ交付、本放送は12月1日に開始。
- IATは他局から約半年遅れて、2009年12月22日に予備免許交付、翌2010年3月29日に本免許交付、3月31日に本放送開始。
- 出力については、通常アナログ放送の10%である300mW（0.3W）となるはずが、当デジタル中継局の出力は、当アナログ中継局出力に換算して10W相当の1Wとなるため、実質3倍強の増力となる。
- 物理チャンネルは種市本町テレビ中継局と同一。

### 地上アナログテレビ放送
| 放送局名              | チャンネル | 空中線電力        | ERP              | 放送対象地域 | 放送区域内世帯数 | 偏波面   |
| NHK盛岡教育テレビ     | 52ch       | 映像3W/ 音声750mW | 映像95W/ 音声24W | 全国         | 不明             | 水平偏波 |
| NHK盛岡総合テレビ     | 54ch       | 映像3W/ 音声750mW | 映像95W/ 音声24W | 岩手県       | 不明             | 水平偏波 |
| TVIテレビ岩手         | 56ch       | 映像3W/ 音声750mW | 映像95W/ 音声24W | 岩手県       | 不明             | 水平偏波 |
| IBC岩手放送           | 58ch       | 映像3W/ 音声750mW | 映像95W/ 音声24W | 岩手県       | 不明             | 水平偏波 |
| mit岩手めんこいテレビ | 60ch       | 映像3W/ 音声750mW | 映像95W/ 音声24W | 岩手県       | 不明             | 水平偏波 |

- 当初、2011年7月24日をもって廃止される予定だったが、東日本大震災発生の影響から、廃止が、2012年3月31日まで延期された。

## 放送エリアなど
- 洋野町の旧大野村地区の広範囲をカバーしているが、岩手朝日テレビアナログ放送については当地に中継局を置いていない事から二戸中継局や久慈中継局などを受信している。デジタル放送については、新局の形で開局した。